# Aksel Berg
Aksel Ivanovici Berg (în rusă А́ксель Ива́нович Берг; n. 10 noiembrie [S.V. 29 octombrie] 1893 – d. 9 iunie 1979) a fost un matematician, inginer și ofițer rus sovietic.
A fost viceamiral în marina militară și a avut preocupări și în cibernetică și radiotehnică.

## Biografie
S-a născut la Orenburg, tatăl său fiind un general de origine fino-suedeză, iar mama de origine italiană.
În 1930 devine profesor de matematică, iar în 1943 este ales membru al Academiei de Științe a URSS.
În 1917 ia parte la Revoluția din Octombrie în calitate de comandant al unui submarin din Marea Baltică.

## Contribuții în știință
Operele lui Berg se referă la matematică, la domeniul generatorilor electronici ai frecvențelor de radio, la teoria calculului lămpilor electronice, la telecomunicații maritime și radar.

## Distincții și decorații
- Erou al Muncii Socialiste (10 noiembrie 1963)
- Ordinul Lenin de 4 ori
- Ordinul Revoluției din Octombrie
- Ordinul Flamura Roșie, de 2 ori
- Ordinul Steaua Roșie
- Medalia de Aur Popov
- Medalia Pentru Victorie asupra Germaniei în Marele Război Patriotic 1941 - 1945
- Medalia jubiliară 30 de ani în Armata și Marina Militară Sovietică
- Medalia jubiliară 40 de ani în Armata și Marina Militară Sovietică
- Medalia jubiliară 50 de ani în Armata și Marina Militară Sovietică.